# Frères Schlumpf
Pour les articles homonymes, voir Schlumpf.
Les frères Giovanni « Hans » Schlumpf (21 février 1904 - 1er janvier 1989) et Federico « Fritz » Schlumpf (24 février 1906 - 18 avril 1992), tous les deux nés à Omegna (Italie) et morts à Bâle, surnommés les frères Schlumpf, sont deux industriels franco-suisses du XXe siècle qui, après avoir fondé un empire du textile entre 1935 et 1976 à Mulhouse en Alsace, ont rassemblé la plus importante collection privée du monde d'automobiles de collection de luxe et de sport pionnières de l'automobile européenne, en particulier de 123 Bugatti, et de 14 Rolls-Royce. Leur collection de 560 automobiles, dont 430 sont classées aux monuments historiques depuis 1978, est aujourd'hui exposée au public à la Cité de l'automobile - Collection Schlumpf de Mulhouse, le plus important musée d'automobiles de collection du monde.

## Biographie

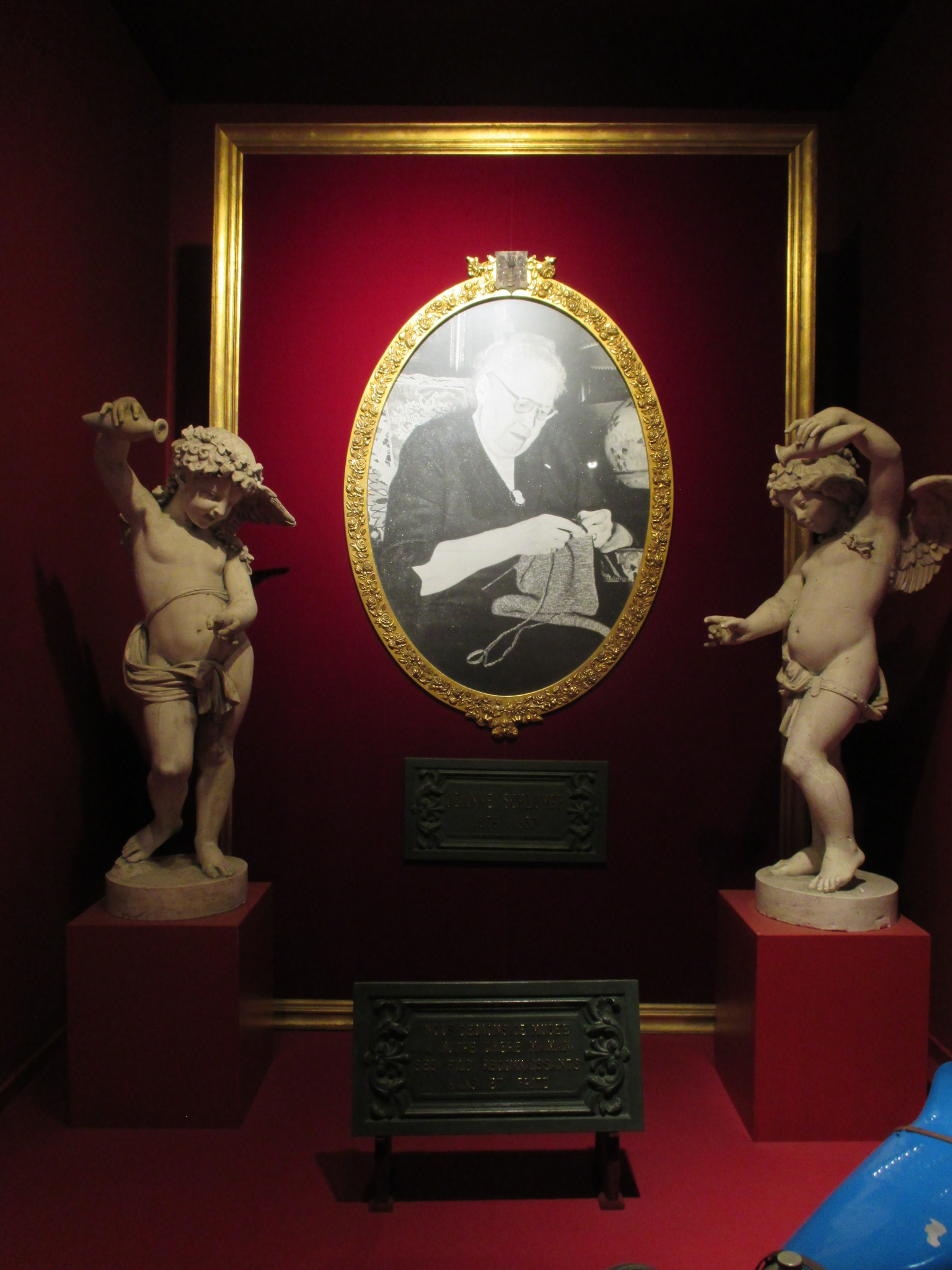
Jeanne Schlumpf (hommage à leur mère de la cité de l'automobile de Mulhouse).

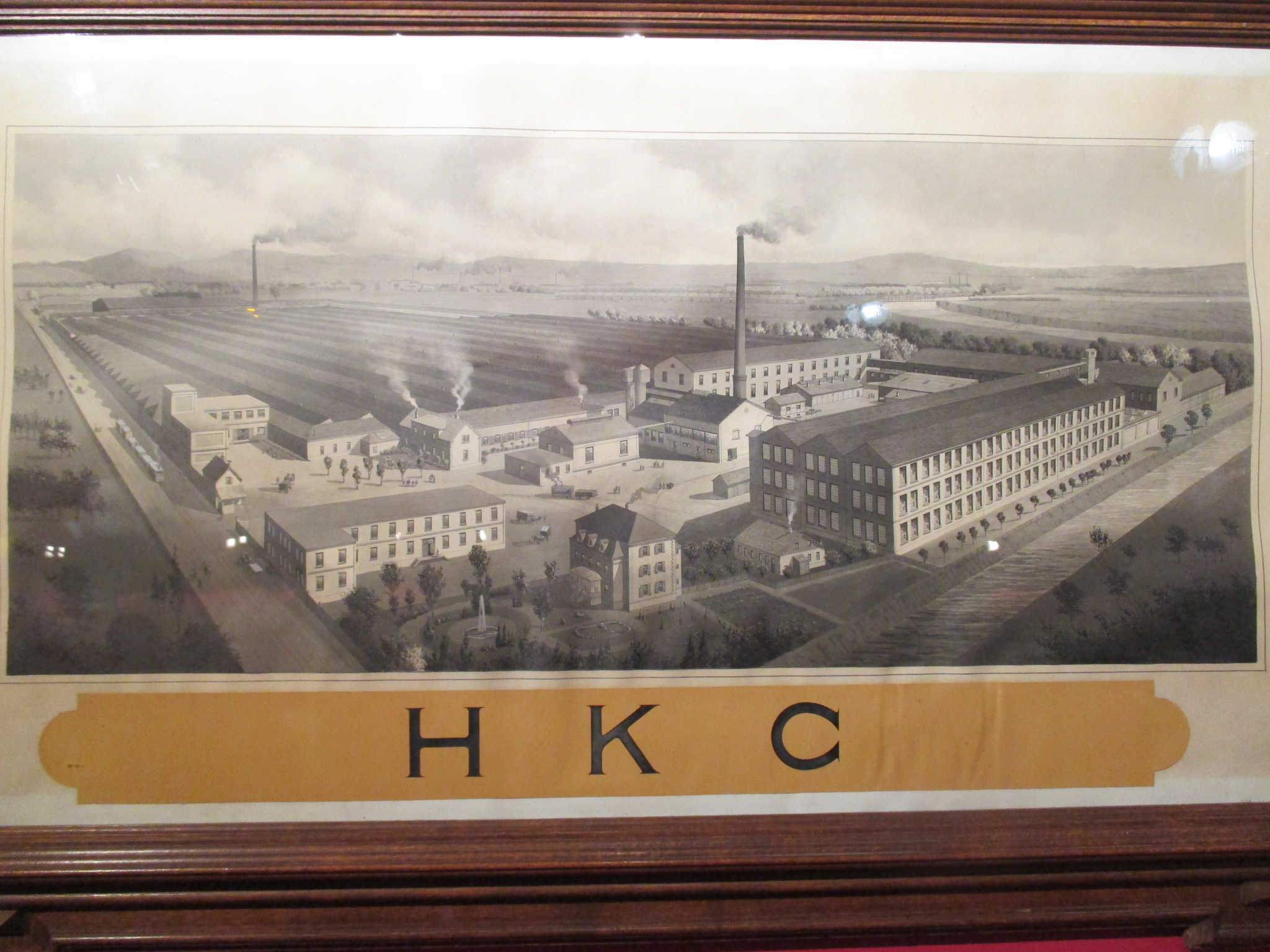
Industrie de filature de laine HKC de Mulhouse, acheté en 1957 par les frères Schlumpf.

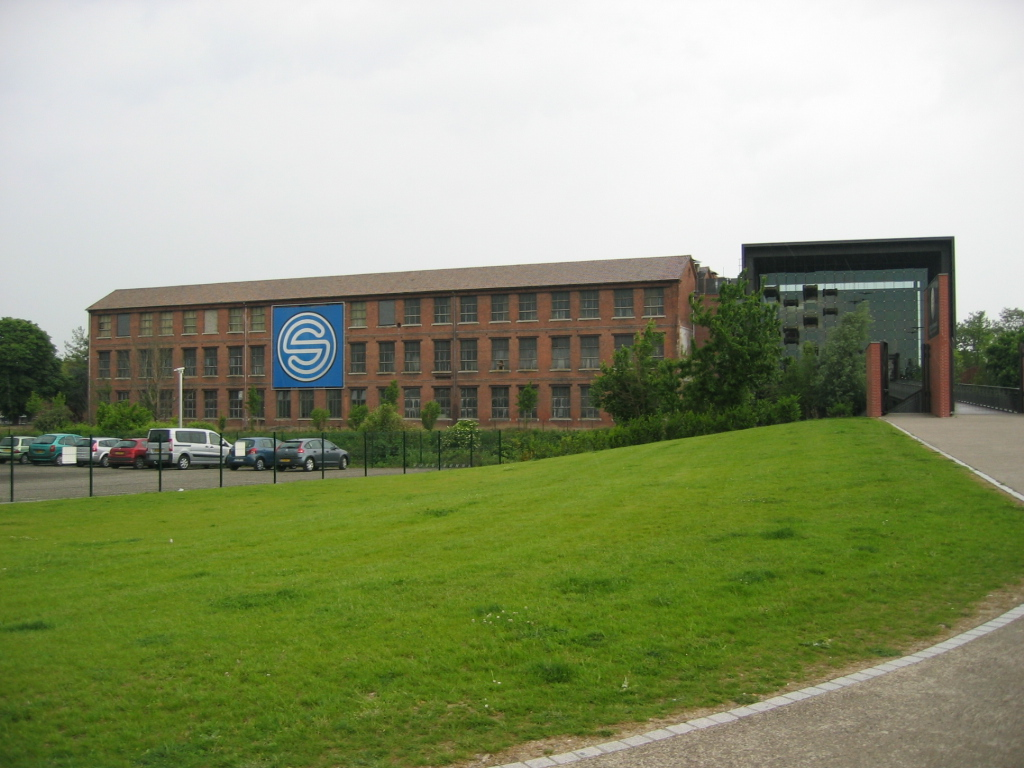
Cité de l'automobile de Mulhouse, dans une ancienne filature des frères Schlumpf.

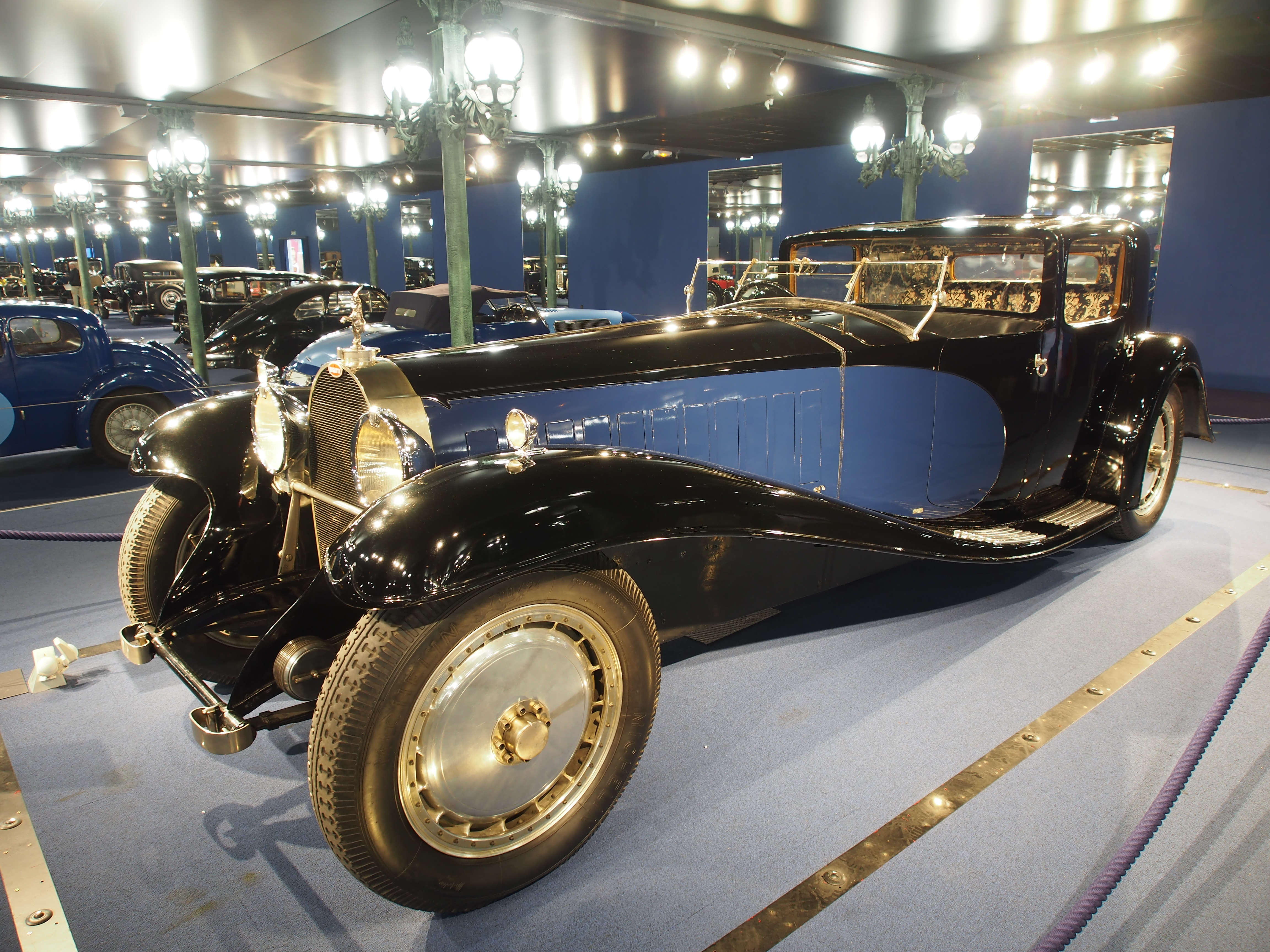
Bugatti Royale Coupé Napoléon / coupé du Patron, personnelle d'Ettore Bugatti, 1926.

En 1904 et 1906 naissent respectivement Hans (Giovanni Carlo Viterio) et Fritz (Federico Filippo Augustino) Schlumpf à Omegna (près de Novare, en Italie), fils d'un négociant en textile suisse mort en 1919. Veuve, leur mère Jeanne Schlumpf (née Becker) revient à Mulhouse en Alsace d'où elle est originaire et où elle élève ses deux fils.
Les deux frères se lancent dans la finance. Fritz Schlumpf est le meneur et son frère aîné Hans le suit en tout. Ils sont d'experts et habiles spéculateurs et font fortune. À la fin de la Grande Dépression de 1929, ils font partie de l’élite de la finance française. À partir de 1935 les frères Schlumpf  investissent dans le textile. Ils rachètent une filature à Malmerspach à 30 km au nord-ouest de Mulhouse, puis forgent un empire en rachetant systématiquement filatures et industries lainières d'Alsace, et ce jusqu'à la crise textile des années 1970. Parallèlement, ils diversifient leur empire dans des domaines viticoles de vin de Champagne et dans l'immobilier.

## Constitution de la collection par Fritz et Hans Schlumpf
Au début des années 1960 Fritz se lance dans la passion de sa vie : les voitures de collection pionnières de l'automobile. Il a personnellement côtoyé Ettore Bugatti vers 1930 et se lie avec des pilotes comme Maurice Trintignant et des constructeurs comme Mercedes-Benz, afin de mettre la main sur des voitures « à palmarès ». En l’espace de six ans, de 1961 à 1967, il accumule une collection de 560 voitures soit près de 100 par an. Fritz est particulièrement passionné par Bugatti. Il achète toutes les Bugatti qu’il peut, faisant revenir dans la région qui les ont vus naître des modèles achetés aux États-Unis. À partir de 1967, Fritz n'achète quasiment plus de voitures, mais s'attache à faire restaurer celles qu'il a acquises. Les Bugatti de sa collection ont été restaurées dans l'Usine Bugatti de Molsheim, au nord de l'Alsace, près de Strasbourg. Fritz supervise tout, cherchant à retrouver les teintes, les matériaux et les pièces d'origines. Il bénéficiait d'un accord avec les usines Bugatti, qui au vu du nombre de voitures restaurées chaque mois, lui faisaient des tarifs très réduits.
En 1963, Bugatti est revendu au constructeur français Hispano Suiza. Fritz acquiert alors certains documents de la marque, quelques machines de l'usine, quelques voitures et prototypes, des pièces automobiles, ainsi que la Bugatti Royale personnelle d'Ettore Bugatti à la famille Bugatti.
En 1964, Fritz achète l'ensemble de la collection Shakespeare, trente Bugatti, dont un autre exemplaire des six Bugatti Royale, appartenant à l'américain John W. Shakespeare. Dorénavant, Fritz et Hans Schlumpf possèdent la plus grande collection de Bugatti au monde. Ils installent leur importante collection dans trois anciennes filatures de Mulhouse (dont l'une deviendra le musée d'aujourd'hui) séparant les Rolls-Royce, les Bugatti et les autres marques. En 1966, ils emploient à plein temps une trentaine d'employés spécialisés (carrossiers, mécaniciens, ébénistes, maroquiniers, etc.) pour restaurer les pièces de la collection dont certaines sont des épaves. Le Musée Schlumpf est créé, il est éclairé par 500 luxueuses reproductions de candélabres du pont Alexandre-III de Paris.
Mais à partir de 1971, la crise textile touche toutes les entreprises de la région. Déjà beaucoup d'entreprises du secteur sont gravement touchées. Celles des Schlumpf  suivront ce mouvement.

## Crise du textile et «l'affaire Schlumpf»
Du fait de la crise du textile, mais aussi des prélèvements de leurs actionnaires, les entreprises Schlumpf commencent à avoir des difficultés de trésorerie. En octobre 1976, l'usine textile de Malmerspach licencie à la surprise générale. Un grave conflit social éclate, les frères Schlumpf sont séquestrés pendant trois jours dans leur villa. Ils fuient sous la protection de la police et des autorités et vont se réfugier à Bâle en Suisse, leur pays d'origine, abandonnant, momentanément pensent-ils, leurs usines et la collection de voitures.
Le 7 mars 1977, des syndicalistes et quelques ouvriers forment un commando et pénètrent sans autorisation dans les entrepôts. Le syndicat CFDT baptise le musée « Musée des travailleurs » et les employés occupent le site pendant deux ans. Ils réclament de vendre la collection pour combler le déficit de leur employeur. Le procès de la faillite est interminable. « L'affaire Schlumpf » fait la une des médias mondiaux. Fritz Schlumpf devra subir un procès pour abus de biens sociaux et fraude fiscale, lequel mènera à la confiscation de l'extraordinaire collection de voitures.
Pour éviter la dispersion de la collection, le Conseil d'État fait classer le 14 avril 1978 la collection Schlumpf à l'inventaire des monuments historiques. En 1980, la justice autorise la vente de l'ensemble de la collection qui est cédée avec terrains et bâtiments le 26 mars 1981 pour 44 millions de francs à l'Association du Musée national de l'automobile, créée pour l'occasion. L'Association du Musée national de l'automobile avait été fondée avec la ville de Mulhouse, le département du Haut-Rhin, la région Alsace, la chambre de commerce Sud Alsace et l'Automobile Club de France (ACF) présidé par Jean Panhard pour sauver cet exceptionnel patrimoine national et le maintenir à Mulhouse.
Le 10 juillet 1982, le musée est ouvert au public. En 1989, sur décision de justice le musée est rebaptisé « Musée national de l'automobile - Collection Schlumpf » puis « Cité de l'automobile - Musée national - Collection Schlumpf ».
Hans Schlumpf meurt en 1989 sans être retourné en Alsace, où il encourait d'être arrêté, et Fritz meurt en 1992 en Suisse après avoir effectué en 1990 une ultime visite à la collection. Ils reposent au cimetière central de Mulhouse, à quelques mètres de leur collection.
Après la mort de Fritz, sa veuve, Arlette Schlumpf, s'attache à restaurer la mémoire de son mari et continue la bataille juridique. En 1998, la justice française ferme le dossier Schlumpf et lui restitue soixante voitures. Elle meurt le 16 mai 2008 à Colmar et ses mémoires posthumes sont édités en mai 2009 (Pour l'amour de Fritz. Auto-biographie).